# Reformstau
Reformstau ist ein politisches Schlagwort, mit dem das Unterbleiben als nötig angesehener politischer oder struktureller Reformen kritisiert wird.
Der Ausdruck Reformstau kam Anfang der 1990er-Jahre in deutschen Massenmedien auf und war Wort des Jahres 1997. Als Grund für Reformstau in Deutschland wird oft eine Blockadepolitik der jeweiligen Opposition genannt, die im Bundesrat unter Umständen eine Mehrheit stellt (so etwa unter den Regierungen Helmut Kohl oder Gerhard Schröder).
Die Umsetzbarkeit von Reformen hängt nach Gerd Andreas Strohmeier maßgeblich von den verfassungspolitischen Rahmenbedingungen eines Staates ab. Diese würden in Deutschland überwiegend reformhemmend wirken: „In keinem Land der Welt haben so viele Instanzen Verhinderungsgewalt wie in Deutschland – vielleicht mit Ausnahme der Schweizer Konkordanzdemokratie.“ In Großbritannien wirken die Rahmenbedingungen hingegen überwiegend reformfördernd: Hier „(...) regiert faktisch nur die Mehrheit, mit der nach einem Regierungswechsel wichtige Grundentscheidungen sofort herbeigeführt werden können“.
Das Vetospielertheorem führe vereinfacht gesagt dazu, dass sogenannte „Vetospieler“ über Reformierbarkeit der Politik oder Reformstau entscheiden. Ein Grundgedanke dieses Theorems sei, dass die Zahl, Kohäsion und politische Position der Vetospieler in den Staaten verschieden sind und dass das politische Gewicht unter anderem mit ihrer Zahl, ihrer Kohäsion und der politisch-ideologischen Distanz zwischen ihnen zusammenhänge. Ein politischer Kurswechsel einer Regierung sei, umso größer, je kleiner die Zahl der Vetospieler und je größer die politisch-ideologische Kongruenz zwischen den Vetospielern sei.
Günther G. Schulze, Professor für Wirtschaftspolitik, sieht einen weiteren Grund für ausbleibende Reformen darin, dass das politische System Reformschritte nicht belohne. Politiker wollten gewählt werden und richteten ihre Politik nach der zu erwartenden Zustimmung aus. Die Gewinne von Reformen lägen in der Zukunft und seien „in ihrer Höhe und dem betroffenen Personenkreis nach ungewiss; die anfänglichen Verluste aus diesen Reformen sind jedoch meist genau bezifferbar, und der betroffene Personenkreis weiß genau, was für ihn auf dem Spiel steht.“ Deshalb sei von Politikern „systematisch praktizierte Weitsicht oder Mut“ nicht zu erwarten.